# 塞列歐斯
塞列歐斯（英語：Saleos），是所羅門七十二柱魔神中排第19位的魔神，別名「塞羅司」（Sallos）、「札列歐斯」（Zaleos）。位階公爵，統帥30軍團。溫和不好戰且能夠讓男女之間萌生愛意。